# 情繫佛羅內斯
《情繫佛羅內斯》是香港歌手羅文於1998年11月推出的翻唱專輯，選曲都是顧嘉煇和黃霑曲作，交響樂編制，並由麥家樂編曲、指揮、余昭科監製。

## 簡介
香港樂壇其時正掀起高傳真試音碟的熱潮，表表者有區瑞強的《民歌味道》（1997年；民搖風）和夏韶聲的《諳》（1998年；爵士風）等。
羅文於1996年宣佈退出樂壇，1998年以客串形式參與煇黃演唱會，及後顧嘉煇和黃霑提議羅文出碟選唱其作品，羅文認為具新鮮感和挑戰性就接納了。
羅文委托經營古典樂發燒碟錄音公司的余昭科和馮煒國製作專輯，並跟俄羅斯的佛羅內斯國家交響樂團合作。羅文按馮煒國的建議，不加入流行樂隊，伴奏採取歌劇的形式。曲目送往當地後，改編工作由一說為樂團指揮麥家樂（余昭科語）、一說「三位古典作曲家」（馮煒國語）負責，錄完伴奏後送返香港給羅文試唱，時間緊迫下只改編了六七首，其餘均在錄音現場改編。錄音場地是佛羅內斯國家交響樂團的排練廳，羅文跟樂團同步錄音，最初因沒接觸過古典音樂而不懂抓拍子，但經麥家樂稍加解釋便掌握方法。據余昭科的描述，「每一首歌只須與樂團合練兩三次，正式的錄音兩次便可完成」。
據報導，專輯因銷情理想，故推出VCD、DVD、黑膠碟和24K金碟版本。當中金碟的製作水平甚獲發燒音樂愛好者好評，尤其是〈舊夢不須記〉一曲。
同期在無綫電視播出宣傳特輯《羅文弦曲情牽俄羅斯》，翌年獲得1998年度十大勁歌金曲頒獎典禮的最佳音樂特輯獎。

## 曲目
| 曲序 | 曲目                   |        | 作曲 | 时长 |
| ---- | ---------------------- | ------ | ---- | ---- |
| 1.   | 抉擇                   | 黃霑   |      | 2:53 |
| 2.   | 心債                   | 黃霑   |      | 2:43 |
| 3.   | 舊夢不須記             | 黃霑   | 黃霑 | 4:09 |
| 4.   | 今晚夜                 | 黃霑   |      | 2:58 |
| 5.   | 幸運是我               | 鄭國江 |      | 2:59 |
| 6.   | 明星                   | 黃霑   | 黃霑 | 3:27 |
| 7.   | 夢（專輯唯一的國語歌） | 陶秦   |      | 3:09 |
| 8.   | 交出我的心             | 黃霑   |      | 2:14 |
| 9.   | 楚歌                   | 鄧偉雄 |      | 4:13 |
| 10.  | 萬水千山縱橫           | 黃霑   |      | 3:00 |
| 11.  | 當年情                 | 黃霑   |      | 4:23 |
| 12.  | 奮鬥                   | 黃霑   |      | 3:01 |
| 13.  | 黎明不要来             | 黄霑   | 黃霑 | 3:48 |
| 14.  | 摘星                   | 林振強 |      | 3:14 |
| 15.  | 星夜星塵               | 黃霑   |      | 4:01 |